# Nicolae Stârc
Nicolae Stârc, poreclit „Boabă”, (n. 18 octombrie 1931, Petrila, județul Hunedoara – d. 3 februarie 1946, Timișoara) a fost un copil de trupă român, care a participat voluntar la campania antihitleristă a României din cel de-al Doilea Război Mondial. A fost rănit de o schijă în timpul unei incursiuni în liniile inamice germane și decorat ulterior cu Medalia „Virtutea Militară”.

## Biografie
S-a născut la 18 octombrie 1931 în orașul Petrila, ca fiul al minerului Vasile Stârc și al soției sale, Salomia. Potrivit relatărilor, s-a prezentat la Batalionul 5 Vânători de munte în cea de-a doua jumătate a lunii septembrie 1944, cerând să fie primit copil de trupă, deși nu avea nici 13 ani. Comandantul unității nu l-a luat în seamă pe copil, considerându-l prea mic.
A rătăcit apoi prin gări și printre militari și a reușit în cele din urmă să se atașeze unui convoi militar al Diviziei 2 Vânători de Munte, ajungând să fie îndrăgit de ostași și fiind încadrat copil de trupă într-un batalion de vânători de munte. În perioada următoare a îndeplinit rolul de „agent de legătură” al trupelor combatante, cărând apă, hrană și muniții soldaților din linia întâi, ajutând la evacuarea răniților și pătrunzând în liniile inamice pentru a culege informații. S-a strecurat deseori în spatele frontului în timpul luptelor de pe teritoriul Ungariei, identificând punctele de rezistență inamice și puterea lor de foc și, la sfatul soldaților mai vârstnici, a tăiat cablul telefonic al unui comandament militar german de lângă Debrețin. Istoriografia comunistă a lansat ulterior versiunea că Boabă ar fi găsit din întâmplare cablul telefonic și, neavând cuțit la el, l-ar fi rupt cu dinții, din proprie inițiativă.
Copilul-soldat s-a aflat din nou în linia întâi pe frontul din Cehoslovacia, luând parte la luptele din zonele localităților Bánovce nad Bebravou și Veselí nad Moravou. În noaptea de 18-19 aprilie 1945 s-a strecurat în liniile germane pentru a procura informații necesare comandamentului militar român și, dând dovadă de un curaj neobișnuit, s-a apropiat de o cazemată germană și a aruncat câteva grenade către ea. „A capturat cu acest prilej șase prizonieri germani, iar în timp ce-i conducea spre postul de comandă de batalion, cade rănit și este evacuat la ambulanță”, se menționează în propunerea de decorare. A fost decorat ulterior cu medalia „Virtutea Militară” cl. II-a și propus pentru citare pe ordinul de zi al armatei.
Nicolae Stârc a murit la 3 februarie 1946 la Timișoara.